# Ngựa kéo Ireland
Ngựa kéo Ailen là giống ngựa quốc gia (quốc mã) của đảo Ireland được lai tạo và phát triển chủ yếu để sử dụng trong hoạt động nông nghiệp. Ngựa kéo Ailen thường được lai tạo với ngựa Thuần Chủng hay còn gọi là ngựa nòi Anh (Thoroughbred) và ngựa máu nóng để tạo ra những con ngựa thể thao chất lượng cao. Việc lai tạo này này được gọi là Ngựa thể thao Ailen (hay ở Mỹ gọi là Ailen Draft Sport Horse). Nhu cầu đối với Ngựa thể thao Ailen đã dẫn đến việc xuất khẩu ngựa phát triển mạnh để sử dụng trong môn thi đấu ngựa. Ngựa kéo Ailen ngựa là một giống nền, khi lai với các giống khác, sẽ cho ra các giống dùng trong hoạt động giải trí. 

## Lịch sử giống
Đây là một giống ngựa khá lâu đời, các văn tự mô tả về một con ngựa kéo Ailen đã có từ thế kỷ 18.. Người ta tin rằng giống ngựa này được phát triển khi một giống ngựa địa phương ở Ailen phổ biến sau đó được lai tạo liên tục vào thế kỷ 12 khi người Norman xâm lược Ireland với lực lượng ngựa chiến hùng hậu, sau đó giống ngựa Iberia cũng đã xuất hiện từ vụ đắm tàu Spanish Armada vào thế kỷ 16, sau đó là giống ngựa Clydesdale và ngựa nòi Anh (Thoroughbred) vào cuối thế kỷ 19 và đầu thế kỷ 20 là giống ngựa Connemara.
Tiêu chuẩn giống được xác định ở mỗi quốc gia bởi cơ quan đăng ký tương ứng, mặc dù đã có những nỗ lực để hài hòa các tiêu chuẩn giữa các quốc gia. Tiêu chuẩn giống ngựa này được xác định bởi Hiệp hội nhân giống ngựa Ailen, và tiếp theo là tổ chức tương đương của Vương quốc Anh và Canada tuyên bố rằng ngựa kéo Ailen là một loài vật có sự linh hoạt, mạnh mẽ và dáng thể thao. Chúng có cấu trúc xương tốt, cẳng ngắn, xương sườn chắc khỏe, thăn lưng rắn rỏi. Giống ngựa này có chế độ ăn uống cũng khá cầu kỳ và tiêu tốn.

## Sử dụng
Ngày nay, chúng rất phổ biến trong việc dùng để lai chéo với ngựa Thuần Chủng (Thoroughbred) và ngựa máu nóng (warmbloods) để cải tiến cho ra giống Ngựa thể thao Ailen nổi tiếng (còn gọi là Ailen Draft Sport Horses) mà có sự nổi trội ở cấp độ cao nhất của các cuộc thi trình diễn nhảy ngựa. Ngựa kéo Ailen thuần chủng cũng phổ biến trong sự kiện thể thao, thi đấu ngựa trình diễn và là một thợ săn, cũng như ngựa cưỡi cho cảnh sát (cảnh sát kỵ binh) vì những ưu điểm về tính khí và sức mạnh của chúng. Nhưng thực sự thì vẫn có một số lượng lớn bị đem vào lò mổ và đem ra nước ngoài để sử dụng trong việc nhân giống.